# Jón Kalman Stefánsson
Jón Kalman Stefánsson (Reykjavík, 17 dicembre 1963) è uno scrittore islandese.

## Biografia
Jón Kalman Stefánsson è nato a Reykjavík. Dal 1975 al 1982 ha vissuto nell'Islanda occidentale, dove si è dedicato a diverse occupazioni dopo aver finito la scuola superiore.
Dal 1986 al 1991 ha studiato letteratura all'Università d'Islanda. In quel periodo ha insegnato in alcune scuole superiori e ha scritto articoli per il giornale islandese Morgunblaðið. Tra il 1992 e il 1995 si è dedicato a diversi lavori a Copenaghen, in Danimarca. Successivamente, è tornato in Islanda e ha lavorato come bibliotecario per la biblioteca municipale di Mosfellsbær.
Nel 2005 ha vinto il Premio Letterario Islandese con Luce d'estate: ed è subito notte, mentre nel 2012 con il volume Paradiso e Inferno è stato finalista al Premio Internazionale Bottari Lattes Grinzane.
Nel 2017 il suo romanzo I pesci non hanno gambe è stato candidato al Man Booker International Prize. Sempre nel 2017 l'autore è anche stato candidato al Premio Nobel per la letteratura dimostrando, così, di essere uno dei più apprezzati scrittori islandesi del panorama letterario contemporaneo.
Nel 2018, anno in cui il Premio Nobel per la letteratura non è stato consegnato a seguito degli scandali sessuali, è stato candidato al New Nobel.
Le sue opere letterarie gli hanno valso anche quattro nomine al Nordisk råds litteraturpris (Premio letterario del Consiglio nordico).

## Opere

### Narrativa
- Snarkið í stjörnunum (2003), Crepitio di stelle, trad. di Silvia Cosimini, Iperborea, Milano, 2020.
- Sumarljós og svo kemur nóttin (2005), Luce d'estate: ed è subito notte, trad. di Silvia Cosimini, Iperborea, Milano, 2013.
- Himnaríki og helvíti (2007), Paradiso e inferno, trad. di Silvia Cosimini, Iperborea, Milano, 2011.
- Harmur englanna (2009), La tristezza degli angeli, trad. di Silvia Cosimini, Iperborea, Milano, 2012.
- Hjarta mannsins (2011), Il cuore dell'uomo, trad. di Silvia Cosimini, Iperborea, Milano, 2014.
- Fiskarnir hafa enga fætur (2013), I pesci non hanno gambe, trad. di Silvia Cosimini, Iperborea, Milano, 2015.
- Eitthvað á stærð við alheiminn (2015), Grande come l'universo, trad. di Silvia Cosimini, Iperborea, Milano, 2016.
- Saga Ástu: Hvert fer maður ef það er engin leið út úr heiminum (2017), Storia di Asta, trad. di Silvia Cosimini, Iperborea, Milano, 2018.
- Fjarvera þin er myrkur (2020), La tua assenza è tenebra, trad. di Silvia Cosimini, Iperborea, Milano, 2022.
- Guli kafbáturinn (2022), Il mio sottomarino giallo, trad. di Silvia Cosimini, Iperborea, Milano, 2024.

### Poesia
- Með byssuleyfi á eilífðina (1988)
- Úr þotuhreyflum guða (1989)
- Hún spurði hvað ég tæki með mér á eyðieyju (1993)

In Italia queste tre raccolte sono state pubblicate in un unico volume La prima volta che il dolore mi salvò la vita, trad. di Silvia Cosimini, Iperborea, Milano, 2021.
- Quando i diavoli si svegliano dèi, trad. di Silvia Cosimini, Iperborea, Milano, 2023.